# Ernst Plagemann
Ernst Albert Ludwig Plagemann (ur. 10 września 1882 w Gdańsku, zm. w 1953 w Berlinie) – gdański prawnik, działacz gospodarczy i hiszpański urzędnik konsularny.

## Życiorys
Syn Franza Plagemanna, kupca stalowego w Gdańsku. Po ukończeniu w 1901 Gimnazjum Królewskiego (Königliches Gymnasium) w Gdańsku studiował prawo na uniwersytetach w Heidelbergu, Berlinie i Królewcu. W 1904 zdał egzamin prawniczy, w 1906 uzyskał tytuł doktora praw, kontynuował studia w Anglii (1906–1907) i Paryżu (1910). Pracował jako prawnik w Poczdamie (1911). Po śmierci swojego brata, stał się współwłaścicielem Gdańskiej Firmy Handlu Stalą (Danziger Eisen-Handelsgesellschaft mbH) (1912), która została utworzona w 1903 przez jego ojca Franza Plagemanna, jako firma hurtowego handlu stalą (Eisengroßhandelsfirma F. Plagemann). W 1921 został dyrektorem naczelnym nowo utworzonego Polsko-Gdańskiego Koncernu Stalowego (Polnisch-Danziger Eisenkonzern AG) w Gdańsku, także przewodniczącym zarządu podobnej spółki (Deutscher Eisenhandel AG) w Berlinie.
Pełnił też funkcję konsula Hiszpanii w Gdańsku (1915–1921) i Węgier (1928). W 1920 został wybrany do władz gdańskiej Izby Handlowej (Handelskammer), której był wiceprezydentem (1922–1929), prezydentem (od 1929), a następnie prezydentem honorowym, także przewodniczącym Rady Finansowej Wolnego Miasta Gdańska (Finanzrat) (1929). W 1923 był jednym z inicjatorów powołania Gdańskiej Kasy Centralnej (Danziger Zentralkasse), którą rok później, w 1924 przekształcono w bank emisyjny WMG – Bank Państwowy w Gdańsku (Staatsbank von Danzig), i którego został przewodniczącym rady (1926–1930); zasiadał też w zarządzie Danziger Privat-Actien-Bank.